# Porosaari (ö i Finland, Lappland, Norra Lappland)
Porosaari är en ö i Finland. Den ligger i sjön Unari och i kommunen Sodankylä i den ekonomiska regionen Norra Lappland och landskapet Lappland, i den norra delen av landet, 800 km norr om huvudstaden Helsingfors. Öns area är 3,19 kvadratkilometer och dess största längd är 2,6 kilometer i sydöst-nordvästlig riktning.